# هاري لويس (ممثل)
هاري لويس (بالإنجليزية: Harry Lewis)‏ هو صاحب مطعم وممثل أمريكي، ولد في 1 أبريل 1920 بلوس أنجلوس في الولايات المتحدة، وتوفي في 9 يونيو 2013 ببيفرلي هيلز في الولايات المتحدة.

## وصلات خارجية
- هاري لويس على موقع IMDb (الإنجليزية)
- هاري لويس على موقع قاعدة بيانات الفيلم (الإنجليزية)